# Маковецкий, Аркадий Валентинович
Аркадий Валентинович Маковецкий (12 сентября 1963, Челябинск) — российский религиозный деятель и церковный историк. Священник Русской православной церкви. Кандидат философских наук (2007). Доктор церковной истории (2021).

## Биография
Был пионером, состоял в комсомоле. В 1985 году окончил физико-математический факультет Челябинского государственного университета. Проходил срочную службу в Советской армии.
В 1988 году был рукоположён в сан диакона и служил в Русской православной церкви. В начале 1990-х годов покинул Русскую православную церковь и получил иерейскую хиротонию от архиепископа Каширского Лазаря (Васильева), объявившего себя «судебным исполнителем Откровения св. Иоанна Богослова», получившего епископскую хиротонию от иерархов третьей генерации УАПЦ. В 1993 году принят в Российскую православную свободную церковь, перерукоположен епископом Валентином (Русанцовым) в сан пресвитера, назначен клириком храма Святителя Василия Великого в селе Борисовском Суздальского района Владимирской области в составе Суздальской епархии РПЦЗ.
18 мая 1994 года назначен настоятелем того же храма, после чего под его руководством храм стал интенсивно реставрироваться при помощи прихожан и жертвователей В течение нескольких лет в храме были проведена реставрация настенной живописи (палехской иконописной школы начала XIX века). Благодаря активности настоятеля и прихожан храм Святителя Василия Великого в период с 1994 по 2010 года был первым по численности прихожан и вторым по статусу храмом Суздальской епархии РПЦЗ, а затем РПАЦ, куда Аркадий Маковецкий перешёл вслед за Валентином (Русанцовым). В храме не только совершались регулярные уставные богослужения, но и проводились различные мероприятия Суздальской епархии. Так, в мае 1995 года настоятель и прихожане храма Святителя Василия Великого принимали делегацию из Америки во главе с иерархом РПЦЗ, епископом Григорием (Граббе). В июле 1998 года в храме проводились выездные заседания съезда духовенства и верующих Российской православной свободной церкви. Практически все зарубежные паломники, приезжавшие в Суздальскую епархию, обязательно посещали храм и участвовали в богослужениях. В 2001 году назначен благочинным Суздальского округа РПАЦ.
Не ограничиваясь только приходской деятельностью, занимался преподавательской и научной работой. В 1996—2006 годы — преподаватель гуманитарного факультета Владимирского государственного университета, где преподавал дисциплины, связанные с историей религии и православной культурой. В 2007 году на философском факультете Санкт-Петербургского государственного университета под научным руководством доктора философских наук, профессора Татьяны Чумаковой защитил диссертацию на соискание учёной степени кандидата философских наук по теме «Русская православная церковь заграницей: этап возникновения и организационного оформления: 1920—1940 гг.» (специальность 09.00.13 — «Религиоведение, философская антропология, философия культуры»); официальные оппоненты — доктор философских наук А. В. Малинов и кандидат философских наук Е. В. Денисова; ведущая организация — Владимирский государственный университет. Данная диссертация в переработанном виде вышла в виде книги «Белая Церковь вдали от атеистического террора: история Русской православной зарубежной церкви».
Серьёзные разногласия между настоятелем храма протоиереем Аркадием Маковецким и руководством Суздальской епархии РПАЦ появились после установления 17 мая 2007 года евхаристического общения между Архиерейским синодом РПЦЗ и Московским патриархатом, что было сочувственно встречено протоиереем Аркадием Маковецкий, но негативно воспринималось руководителями РПАЦ. В 2009 году разногласия ещё более усугубились в связи с тем, что митрополит Валентин (Русанцов) потребовал от настоятелей всех сельских храмов этой юрисдикции в Суздальском районе демонтировать внутреннее убранство храмов и привезти всё движимое имущество в помещения Суздальского епархиального управления. Собрание прихожан храма Святителя Василия Великого постановило храм не разорять и уполномочило настоятеля обратиться к архиепископу Евлогию с просьбой о принятии через покаяние в состав Владимирской епархии Московского патриархата. Первая встреча архиепископа Евлогия и протоиерея Аркадия Маковецкого состоялась во Владимирском епархиальном управлении 1 июня 2010 года, в результате архиепископ Евлогий получил приглашение посетить храм Святителя Василия Великого и встретиться с прихожанами. Первая встреча архиепископа Евлогия и прихожан произошла в храме 19 сентября 2010 года. Со стороны прихода в ней участвовало около 130 человек. Прихожане задавали архиепископу Евлогию вопросы преимущественно догматического характера. Вместе с приходом храма Святителя Василия Великого во Владимирскую епархию пожелали перейти со своими прихожанами из Суздаля ещё два священника РПАЦ Алексей Чесноков и Андрей Смирнов, также прибывшие на встречу с архиепископом Евлогием. Было решено принять Аркадия Маковецкого в клир Владимирской епархии в сане священника, что сам он официально подтвердил журналистам 13 октября 2010 года, но при этом без полученных в РПАЦ иерархических наград. Присоединение к Церкви, выразившееся в общей исповеди прихожан и причащении от единой чаши, совершил духовник Владимирской епархии протоиерей Василий Войнаков в праздник Покрова Пресвятой Богородицы, 14 октября 2010 года.
С 1 сентября 2010 года преподавал во Владимирской духовной семинарии миссиологию, сектоведение, правовые и экономические основы деятельности канонических подразделений Русской православной церкви
18 марта 2019 года на заседании миссионерского отдела Владимирской епархии по инициативе митрополита Владимирского и Суздальского Тихона был образован Антисектантский центр. Аркадий Маковецкий так пояснил суть его работы: 

«Нет никакой конфронтации, войны, агрессии против них. Просто мы должны знать, кто нас окружает. Очень часто к нам обращаются люди, которые там побывали, или дети у них там оказались. И они просят помощи, чтобы своих близких переубедить, вернуть в семью. А мы, не зная особенностей этих учений, направлений, не можем им конкретно ничем помочь».
6 апреля 2021 года в докторском диссертационном совете Общецерковной аспирантуры и докторантуры имени святых Кирилла и Мефодия защитил диссертацию «Русская Православная Церковь заграницей: этап возникновения и организационного оформления её приходов на канонической территории Русской Православной Церкви и их объединение с Матерью-Церковью (1990—2007 гг.)» (научный руководитель — доктор исторических наук Михаил Шкаровский).

## Публикации
монографии
- Белая Церковь вдали от атеистического террора : история Русской Православной Зарубежной Церкви. — СПб.: Питер, 2009. — 315 с. — 2000 экз. — ISBN 978-5-49807-400-9.
- Русская Православная Церковь заграницей: этап возникновения и организационного оформления ее приходов на канонической территории Русской Православной Церкви и их объединение с Матерью-Церковью (1990—2007 гг.). Москва: Общецерковный докторский диссертационный совет (27 сентября 2020).[12]

научные статьи
- Гуманитарные проблемы в работе Русской Православной Церкви за границей // Гуманизация и гуманитаризация образования в вузе: материалы региональной научно-методической конференции, 10-11 апреля 2002 г. — Владимир, 2003. — С. 50—51
- РПЦЗ и советские военнопленные в 1941—1945 гг // Научное наследие академика Л. В. Черепнина и российская история в средние века и новое время во всемирном историческом процессе. Материалы всероссийской научной конференции. — Рязань, 2006.
- Морально-этические идеи основателя РПЦЗ митрополита Антония (Храповицкого)// История идей и история общества Тезисы всероссийской научной конференции Нижневартовск, 2006.
- Канонизация новомучеников, служивших во Владимиро-Шуйской епархии Русской Православной Церковью за границей // Материалы областной краеведческой конференции Владимир, 2006 — 0,3 п л
- Принципы ведения межконфессионального диалога на примере РПЦ МП и РПЦЗ // Формирование установок толерантного сознания и проблемы межконфессионального диалога Материалы областной научно-практической конференции Владимир, 2006.
- Переписка иерархов РПЦЗ в период ее становления (анализ новых документов из фонда Архиерейского Синода РПЦЗ) // Первая мировая война поиски новых подходов к исследованию, приглашение к диалогу. Материалы научно-практической конференции. — Саратов, 2006.
- Противоречие центра и провинции РПЦЗ и ее отношение к новому календарному стилю в Богослужении РПЦЗ и се отношение к экуменическому движению // Российская провинция в становлении и развитии государственности в изменяющихся условиях Материалы научно-практической конференции. — Кострома, 2006.
- Временное Высшее Церковное Управление (ВВЦУ) на юго-востоке России и его преобразование во Временное церковное управление (ВЦУ) заграницей (май 1919 — декабрь 1920гг) // Вестник Поморского университета Серия гуманитарные и социальные науки. — Архангельск, 2006. — № 8.
- Переписка архиепископа Евлогия (Смирнова) с монахом Валентином (Русанцовым) (1991—2008 гг.) // Церковно-исторический вестник. — М. : Общество любителей церковной истории, 2011—2012. — № 18/19 — С. 39-52
  - Миссионерская деятельность Владимирской епархии Московского Патриархата по преодолению «Суздальского Раскола». Публикация документов: Переписка Архиепископа Евлогия (Смирнова) и монаха Валентина (Русанцова) (1991—2008 гг.) // Архивариус. Киев: Serenity-Group. — 2016. — № 4 (8). — С. 15—27.
- Каноническая оценка деятельности Архиерейского Синода РПЦЗ на территории Московского Патриархата: по переписке митрополита Виталия (Устинова) и епископа Григория (Граббе) // Церковно-исторический вестник. 2013—2014. — № 20/21. — С. 214—217
- Роль участников катакомбного движения в организационном оформлении епархий Русской Православной Церкви заграницей на канонической территории Московского Патриархата (1982—1994 гг.) // Церковно-исторический вестник. 2013—2014. — № 20/21. — С. 218—225
- Новейшая история Русской Православной Церкви Заграницей на материалах архива Владимирской епархии Московского патриархата // Вестник Владимирского государственного университета имени А. Г. и Н. Г. Столетовых. Серия: Социальные и гуманитарные науки. 2015. — № 1 (5). — С. 33—43;
- Новейшая история Русской Православной Церкви Заграницей в материалах архива Владимирской епархии. Одесско-Курская епархия Православной Церкви Заграницей // Вестник Владимирского государственного университета имени А. Г. и Н. Г. Столетовых. Серия: Социальные и гуманитарные науки. 2015 — № 3 (7). Серия: Социальные и гуманитарные науки. — С. 5—20;
- Новейшая история Русской Православной Церкви Заграницей в материалах архива Владимирской епархии. Ишимско-Сибирская епархия Русской Православной Церкви Заграницей // Вестник Владимирского государственного университета имени А. Г. и Н. Г. Столетовых. Серия: Социальные и гуманитарные науки. 2015 — № 4 (8). — С. 30—41;
- К вопросу об открытии приходов Русской Православной Церкви За границей в России на канонической территории Московского патриархата (1990—1995 гг.) // Ежегодная богословская конференция Православного Свято-Тихоновского Гуманитарного Университета. — М.: ПСТГУ. — 2015. — № 25. — С. 135—144
  - К вопросу об открытии приходов Русской Православной Церкви Заграницей в России на канонической территории Московского Патриархата (1990—1995 гг.) // Труды Владимирской Свято-Феофановской духовной семинарии. № 3. — Владимир: Транзит-ИКС, 2019. — C. 83—98
- Деятельность Архиерейского Синода Русской Православной Церкви Заграницей в России на материалах церковных архивов (1990—2007 гг.) // Материалы ХХI Межрегиональной краеведческой конференции 15 апреля 2016 г. — Владимир, 2016. — С. 406—410.
- Роль епископа Григория (Граббе) в открытии приходов Русской Зарубежной Церкви на канонической территории Московского Патриархата (1990—1995) // Вестник ПСТГУ. Сер. II: История. История Русской Православной Церкви. 2016. — Вып. 3 (70). С. 104—115;
  - Епископ Григорий (Граббе) и его роль в открытии приходов Русской Православной Церкви Заграницей на канонической территории Московского Патриархата (1990—1995 гг.) // Христианское чтение. Научно-богословский журнал Санкт-Петербургской православной духовной академии. — 2016. — № 5. — С. 266—290.
- Новейшая история русского православия — приходы Русской православной церкви заграницей в России на канонической территории Московского патриархата (1990—1995 гг.) // Государство, общество, Церковь в истории России ХХ-XXI веков. Мат-лы XV Междунар. науч. конф.: в 2-х частях. — 2016. — С. 505—515;
- Переписка Первоиерарха РПЦЗ Митрополита Виталия (Устинова) и члена Архиерейского Собора РПЦЗ епископа Григория (Граббе) по вопросу канонического статуса российских Преосвященных в связи с созданием ими ВВЦУ в России (1994 г.) // Сборник публикаций научного журнала «Chronos» по материалам ІІ, ІІІ международной научно-практической конференции: «Актуальные вопросы общественных наук» г. Москва: сборник со статьями (уровень стандарта, академический уровень). — М: Научный журнал «Chronos», 2016. — С. 32-36.
- Деятельность Владимирской епархии Московского Патриархата по преодолению «Суздальского раскола» // Церковь, государство и общество в истории России и православных стран: религия, наука и образование. Материалы IХ Международной научной конференции, посвященной памяти православных просветителей святых равноапостольных Кирилла и Мефодия 17-24 мая 2017 г. — Владимир, 2017. — С. 211—213.
- Начальный этап деятельности Русской Православной Церкви за границей в России (1990—1995 гг.) // Церковь. Государство и общество в истории России и православных стран: религия, наука и образование. Материалы IХ Международной научной конференции, посвященной памяти православных просветителей святых равноапостольных Кирилла и Мефодия 17-24 мая 2017 г. — Владимир, 2017. — С. 279—300. (в соавторстве с М. Л. Хижим)
- Миссионерская деятельность Русской Православной Церкви Заграницей на постсоветском пространстве (1990—1995 гг.) // Вестник Владимирского государственного университета имени А. Г. и Н. Г. Столетовых. Серия: Социальные и гуманитарные науки. — 2018. — № 2 (18). — С. 38-54.
- Роль иерархов Русской Православной Церкви Заграницей в открытии приходов РПЦЗ на канонической территории Московского Патриархата (1990—1995 гг.) // Вестник Владимирского государственного университета имени А. Г. и Н. Г. Столетовых. Серия: Социальные и гуманитарные науки. — 2018 — № 3 (19). — С. 28-38.
- Теологические аспекты образовательной деятельности Архиерейского Синода РПЦЗ на канонической территории Московского Патриархата (1992—1996 гг.) // Вестник Владимирского государственного университета имени А. Г. и Н. Г. Столетовых. Серия: Социальные и гуманитарные науки. — 2018 — № 4 (20). — С. 96-106.
- Заочная духовная семинария Русской Православной Церкви Заграницей и ее роль в открытии приходов РПЦЗ на канонической территории Московского Патриархата (1990—1995 гг.) // Труды. Владимирской Свято-Феофановской духовной семинарии. — 2018. — № 2. — С. 44-54.
- Переписка епископа Григория (Граббе) с Кирилловичами (кирилловской ветвью Российского Императорского Дома) (1952—1994 гг.) // Вестник Владимирского государственного университета имени А. Г. и Н. Г. Столетовых. Серия: Социальные и гуманитарные науки. — 2019. — № 1 (19).
- Полемика по вопросу имяславия в российских епархиях Русской Православной Церкви Заграницей: проблемы и решения (1990—2007 гг.) // Вестник Владимирского государственного университета имени А. Г. и Н. Г. Столетовых. Серия: Социальные и гуманитарные науки. − 2019. — № 1 (21). — С. 89-96.
- Подписание акта о каноническом общении в 2007 году: Церковно-историческое значение // Вестник Владимирского государственного университета имени А. Г. и Н. Г. Столетовых. Серия: Социальные и гуманитарные науки. − 2019. — № 2 (22). — С. 100—105. (в соавторстве с М. Л. Хижим)
- Критический обзор Положения о приходах Свободной Российской Православной Церкви, принятого Архиерейским Собором РПЦЗ 2/15 мая 1990 г. // Труды Владимирской Свято-Феофановской духовной семинарии. — 2019. — № 3
- «Прошу Вас принять выражение моей глубокой преданности»: письма протоиерея Георгия Граббе Великому князю Владимиру Кирилловичу (1948-1959 гг.) // Вестник Православного Свято-Тихоновского гуманитарного университета. Серия 2: История. История Русской Православной Церкви. — 2019. — № 88. — С. 158—152.
- Взаимодействие Русской православной церкви с традиционными конфессиями России на примере Владимирской епархии // Религия, конфессии, общество и государство: история и современность взаимоотношений. Материалы II Межрегиональной научной конференции. 2019. — С. 45-50.
- «Вашего Императорского Высочества вернопреданный…»: Письма епископа Григория (Граббе) великому князю Владимиру Кирилловичу (1971—1991 гг.) // Вестник Православного Свято-Тихоновского Гуманитарного Университета. 2020. — № II (93). — С. 155—182.
- Новейшие законодательные акты Архиерейского Синода Русской Православной Церкви Заграницей, принятые в связи с открытием епархий РПЦЗ на канонической территории Московского Патриархата (1990—2007 гг.) // Наследие христианской церкви: богословие, история, культура : Материалы III Международной научно-богословской конференции, Владимир, 20-21 мая 2021 года. — Вып. 3 (3). — Владимир: Издательско-полиграфическая компания «Транзит-ИКС», 2022. — С. 220—227.
- Русская Православная Церковь Заграницей: присутствие в Святой Земле (1918—1968 гг.) // Наследие христианской церкви: богословие, история, культура : Материалы IV Всероссийской (с международным участием) научно-богословской конференции, Владимир, 24-25 марта 2022 года. Вып. 4 (4). — Владимир: Издательско-полиграфическая компания «Транзит-ИКС», 2022. — С. 23-28.
- Храм гроба Господня: статус-кво и христианские Церкви в храме воскресения // Наследие христианской церкви: богословие, история, культура. Материалы V всероссийской научно-богословской конференции, посвященной 25-летию возрождения Владимирской духовной семинарии (16-17 марта 2023 года, г. Владимир). — Владимир: «Транзит-ИКС», 2023. — Вып. 5 (5). — С. 317—323.

интервью
- Благочинный церквей Суздальского округа РПАЦ протоиерей АРКАДИЙ МАКОВЕЦКИЙ: «Закон об экстремизме написан очень обтекаемо: при желании можно любое высказывание истолковать как разжигание межрелигиозной розни» // portal-credo.ru, 19.10.2009
- Священник Аркадий Маковецкий: Молитва есть способность остановиться // Православная газета. Екатеринбург. 2019. — № 31 (1024) от 12 августа 2019
- Священник Аркадий Маковецкий: О средствах, помогающих в молитвенном делании // Православная газета. Екатеринбург. 2019. — № 32 (1025) от 19 августа 2019
- К вопросу профориентации: преподаватель семинарии о выборе жизненного пути для молодого человека // сайт Владимиркой духовной семинарии, 17.04.2020
- Церковная жизнь | Иерей Аркадий Маковецкий о миссионерском служении во Владимирской епархии // youtube.com, 5 января 2021